# Rågsjön
Rågsjön är en sjö i Åsele kommun i Lappland och ingår i Ångermanälvens huvudavrinningsområde. Sjön har en area på 0,157 kvadratkilometer och ligger 342 meter över havet.

## Delavrinningsområde
Rågsjön ingår i det delavrinningsområde (711282-158091) som SMHI kallar för Utloppet av 711303-158267. Medelhöjden är 381 meter över havet och ytan är 4,76 kvadratkilometer. Det finns inga avrinningsområden uppströms utan avrinningsområdet är högsta punkten. Vattendraget som avvattnar avrinningsområdet har biflödesordning 3, vilket innebär att vattnet flödar genom totalt 3 vattendrag innan det når havet efter 214 kilometer. Avrinningsområdet består mestadels av skog (93 procent). Avrinningsområdet har 0,16 kvadratkilometer vattenytor vilket ger det en sjöprocent på 3,3 procent.